# آق‌سو (شهرستان آق‌سی)
آق‌سو (به لاتین: Ak-Suu) یک منطقهٔ مسکونی در قرقیزستان است که در شهرستان آق‌سی واقع شده‌است. آق‌سو ۲٬۸۸۴ نفر جمعیت دارد و ۹۴۴ متر بالاتر از سطح دریا واقع شده‌است.